# Erin (New York, város)
Erin város az USA New York államában, Chemung megyében. Lakosainak száma 1806 fő (2020. április 1.).

## Népesség
A település népességének változása:

| 2010 | 1 962 |
| 2020 | 1 806 |